# Lipstick Killers – The Mercer Street Sessions 1972
Lipstick Killers – The Mercer Street Sessions 1972 es un álbum de demos de la banda estadounidense de glam rock New York Dolls. Estas canciones después se grabaron para incluirlas en su primer disco, a excepción de "Don't Start Me Talking" y "Human Being" que se regrabaron e incluyeron en su disco Too Much Too Soon y "Don't Mess with Cupid", que nunca llegó a regrabarse.
El productor de Mercer Street Sessions, Marty Thau, fue el descubridor y mánager de The Dolls.

## Lista de canciones
1. "Bad Girl" (David Johansen, Johnny Thunders)
2. "Looking for a Kiss" (Johansen, Thunders)
3. "Don't Start Me Talking" (Sonny Boy Williamson II)
4. "Don't Mess with Cupid" (Deanie Parker, Eddie Floyd, Steve Cropper)
5. "Human Being" (Johansen, Thunders)
6. "Personality Crisis" (Johansen, Thunders)
7. "Pills" (Bo Diddley)
8. "Jet Boy" (Johansen, Thunders)
9. "Frankenstein" (Johansen, Sylvain Sylvain)

## Personal
- David Johansen - voz, armónica
- Johnny Thunders - guitarra, coros
- Sylvain Sylvain - guitarra
- Arthur Kane - bajo
- Billy Murcia - batería